# وباء خرونينغن
وباء خرونينغن اندلع في عام 1826 وكان عبارة عن وباء الملاريا الذي أودى بحياة 2844 شخصًا - ما يقرب من 10٪ من سكان مدينة خرونينغن.
في فبراير 1825 انكسرت السدود في عدة أماكن مما تسبب في فيضانات واسعة النطاق في المنطقة. أدى تعفن النباتات والماشية في ظروف تشبه المستنقعات وفيضان مدينة جرونينجن في عام 1826 في الربيع الحار وصيف عام 1826 إلى الوباء. وكان الأستاذ الجامعي ستراتينغ من بين المصابين وظل طريح الفراش لمدة شهرين، وأوصى باستخدام الكلور (الذي تم اكتشافه مؤخرًا في ذلك الوقت) للمساعدة في الحد من الوباء. أصبحت جرونينجن أول مدينة معروفة تستخدم الكلور لهذا الغرض.
كما أصاب الوباء فريزلاند ومنطقة بحر وادن الألمانية. أبلغت مدينة سنيك الفريزية عن تضاعف عدد الوفيات ثلاث مرات في عام 1826 مقارنة بالسنوات السابقة.